# 錫格尼號驅逐艦 (DD-81)
錫格尼號驅逐艦（舷號DD-81），轉交予英國後更名為紐波特號，是一艘美國海軍建造的驅逐艦，為維克斯級驅逐艦的七號艦。她是美軍第一艘以錫格尼為名的軍艦，以紀念1812年戰爭時期的海軍軍官詹姆士·錫格尼（James Sigourney）。
錫格尼號在1917年於霍河造船廠開始建造，在同年下水，並於1918年服役。接著錫格尼號被派往法國海域護航商船。第一次世界大戰結束後，錫格尼號留在大西洋服役，在1922年退役封存。第二次世界大戰爆發後，錫格尼號在1940年重返現役，並按租借法案轉交英國皇家海軍，更名為紐波特號。此後紐波特號主要負責護航商船，並曾外借予挪威海軍。1943年至1945年間，紐波特號用作英國空軍靶艦，最後在1945年退役除籍，並在1947年出售拆解。